# Ataquines
Ataquines è un comune spagnolo di 858 abitanti situato nella comunità autonoma di Castiglia e León.